# Gian Domenico Cignaroli
Gian Domenico Cignaroli (Verona, 18 maggio 1724 – Verona, 13 aprile 1793) è stato un pittore italiano, fratello del più noto pittore veronese Giambettino Cignaroli.

## Biografia

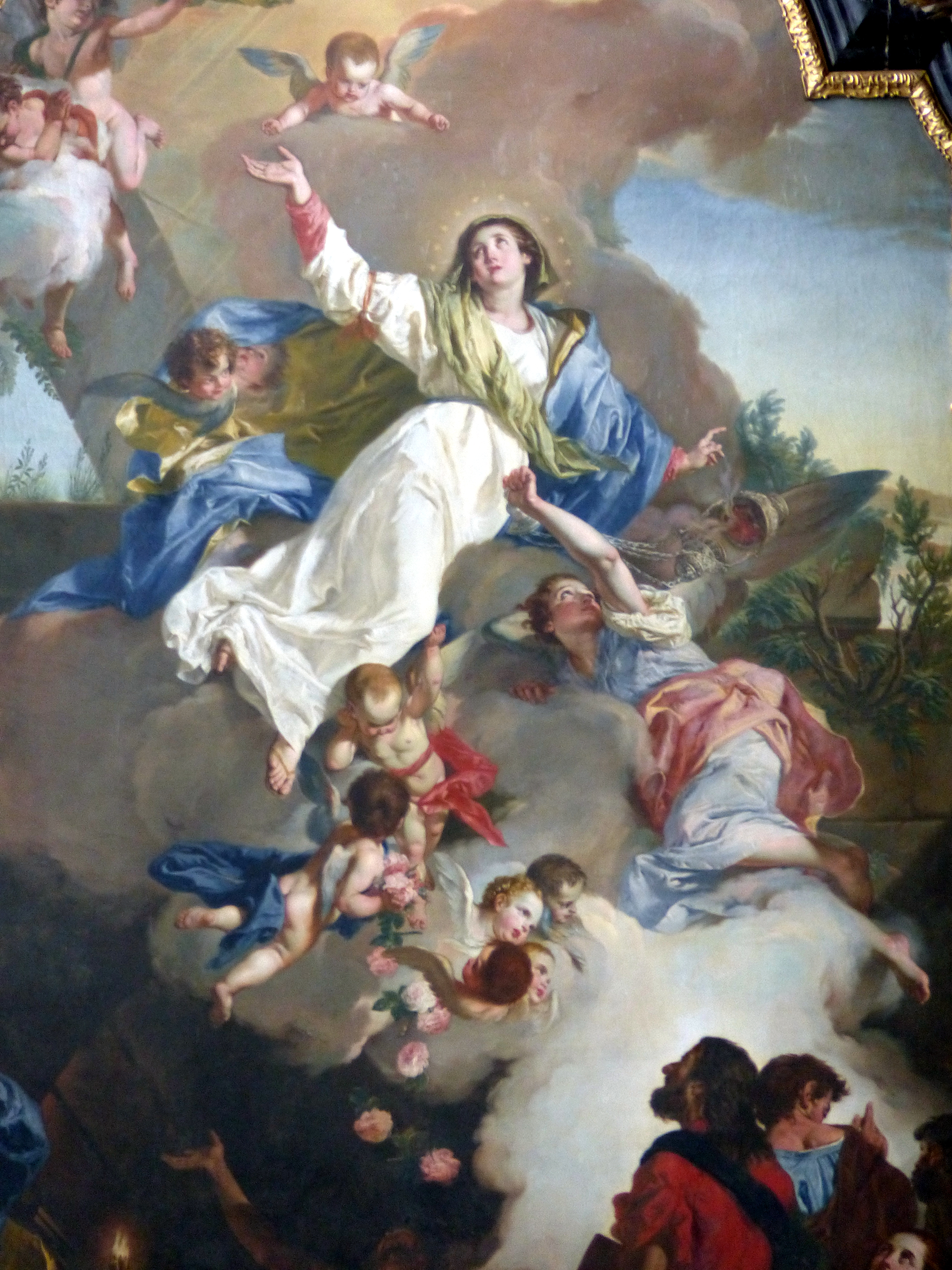
Assunzione della Vergine (1776), Cattedrale di Wiener Neustadt

Nato da Leonardo Cignaroli e da Maddalena Vicentini, Gian Domenico venne avviato alla pittura dal fratello Giambettino Cignaroli, che fu probabilmente il suo unico maestro. Fino al 1760 lavorò presso la bottega del fratello, nato dal primo matrimonio del padre, venendo impegnato anche nell'esecuzione di repliche di alcune sue opere. Il 1760 è per Gian Domenico l'anno della svolta in quanto, a seguito delle nozze con Caterina Zabaroni, riesce a raggiungere una stabilità economica che gli consente di condurre un'attività autonoma, di aprire una propria bottega e dipingere in maniera più personale, pur influenzato dall'opera artistica del fratello.
Grazie ad una raccomandazione di Giambettino, che reputava lodevole l'opera del fratello minore, nel 1766 egli riuscì a procurarsi un importante incarico presso la corte dei Savoia, dove rimase però solo soli dieci mesi. Dopo l'insuccesso nel Regno di Sardegna tornò a Verona, dove non riuscì però inizialmente a procurarsi nuovi lavori e commissioni, dovendo quindi essere sostenuto economicamente dalla moglie Caterina Zabaroni. In mancanza di committenti, egli dovette rinunciare alla carriera autonoma e tornare a lavorare presso la bottega di Giambettino, che gli affidò l'esecuzione di copie e gli procurò alcuni incarichi. Alla morte di Giambettino, nel 1770, Gian Domenico si stabilì nella bottega, dove ereditò anche importanti incarichi incompiuti.
Dal matrimonio ebbe due figlie e un figlio, Leonardo, che avviò alla pittura.

## Opere
La sua pittura era decisamente meno raffinata rispetto a quella del fratello maggiore, nonostante nel suo stile cercasse di fondere la vaghezza dei colori del fratello con la robustezza di Giovanni Battista Piazzetta, di cui era grande ammiratore.
Tra le opere del pittore si elencano:
- SS. Vescovo, Rocco e Antonio con l'Educazione della Vergine nello sfondo, Alzano Lombardo, chiesa di Santa Maria della Pace
- Adorazione dei Magi, Il transito di Maria e La Pietà, 1756 circa, Bonate Sopra, chiesa parrocchiale
- Annunciazione, Presentazione al tempio e Assunzione, Castel d'Ario, chiesa parrocchiale
- Trionfo di Venere, Chievo, villa Pellegrini Marioni Pullè
- Il Redentore e i ss. Francesco di Sales, Gerolamo e Gaetano, 1764, Crema, sagrestia della chiesa della Santissima Trinità
- La Vergine e s. Simone Stock, Adorazione dei Magie Natività di Gesù, Lonato, chiesa parrocchiale
- Madonna e santi, 1768, Marcaria, chiesa parrocchiale
- Resurrezione e Assunzione della Vergine, Wiener Neustadt, Cattedrale di Wiener Neustadt
- S. Pietro, S. Luigi e Assunzione della Vergine, Ostiglia, chiesa parrocchiale
- La Vergine e le anime del purgatorio, Verona, chiesa di Sant'Eufemia
- S. Carlo Borromeo in preghiera, Verona, chiesa di San Luca
- Miracolo dei santi Siro e Libera, Verona, chiesa dei Santi Siro e Libera
- S. Giovanni Evangelista e S. Luigi, Verona, chiesa della Santissima Trinità in Monte Oliveto